# Maison des mathématiques et de l'informatique
Vous pouvez aider à l'améliorer ou bien discuter des problèmes sur sa page de discussion.
- Il peut contenir une synthèse inédite de sources non directement liées au sujet de l'article ou de sources primaires. Vous pouvez aider en ajoutant des sources secondaires centrées sur le sujet de l'article ou en supprimant le contenu problématique. (Marqué depuis décembre 2021)

Vous pouvez aider à l'améliorer ou bien discuter des problèmes sur sa page de discussion.
- Il ne cite pas suffisamment ses sources. Vous pouvez indiquer les passages à sourcer avec {{référence nécessaire}} ou {{Référence souhaitée}}, et inclure les références utiles en les liant aux notes de bas de page. (Marqué depuis mars 2018)
- Son ton est trop promotionnel ou publicitaire, voire hagiographique. Le texte doit adopter un ton neutre et encyclopédique. (Marqué depuis décembre 2021)

- Archive Wikiwix
- Bing
- Cairn
- DuckDuckGo
- E. Universalis
- Gallica
- Google
- G. Books
- G. News
- G. Scholar
- Persée
- Qwant
- (zh) Baidu
- (ru) Yandex
- (wd) trouver des œuvres sur Wikidata

Pour les articles homonymes, voir MMI.
La Maison des mathématiques et de l'informatique (MMI) de Lyon est un lieu de diffusion des mathématiques et de l’informatique créé en 2012[réf. nécessaire] par le labex MILyon.
C’est à la fois un espace de médiation avec une offre large de diffusion et un espace de rencontre pour tous les curieux à la recherche d’une approche des mathématiques et de l’informatique à la fois vivante, ludique et pluridisciplinaire.
La MMI accompagne des projets préexistants et soutient de nouvelles actions pour promouvoir la place des mathématiques et l'informatique auprès d'un large public.

## Historique
La MMI a été mise en place en 2012 sous l’impulsion
d’Étienne Ghys,
Bertrand Remy 
et Vincent Borrelli 
au sein du labex MILyon (qui regroupe la communauté scientifique des mathématiques et de l'informatique fondamentale de Lyon). Le projet de ce laboratoire d’excellence visait à « créer une synergie entre les mathématiques et l'informatique fondamentale avec comme objectif la création d'une maison des mathématiques et de l’informatique afin d'attirer les meilleurs scientifiques ».
L’idée de mettre l’accent sur la diffusion (à bien des égards unique et originale dans un tel contexte) marque la volonté des porteurs du projet de répondre à une demande forte du public pour mieux comprendre les ressorts d’un monde en plein développement. Les mathématiciens voulaient conforter et amplifier les nombreuses initiatives de diffusion de leur discipline qui s’étaient développées localement au cours des vingt ou trente dernières années tout particulièrement en direction du jeune public : conférences, rencontres avec des chercheurs, présentations lors de grandes manifestations… 

## Missions et organisation
La MMI privilégie depuis le début une approche ouverte où se rencontrent et se mêlent science, art, musique, histoire. Sa mission est de sensibiliser le grand public à la culture mathématique et informatique, de susciter des vocations scientifiques (chez les garçons comme chez les filles), d'accompagner les enseignants vers de nouveaux vecteurs d’apprentissage et d'amplifier les actions de médiation des mathématiques et de l'informatique sur Lyon et sa région.  Elle n'hésite pas à nouer des collaborations plurielles et pluridisciplinaires.  
La MMI est financée en majorité par la Labex MILYON. Elle est entièrement pilotée par des enseignants-chercheurs (tous volontaires ). Chaque année les différents acteurs potentiels sont invités à participer à l'appel d'offre du comité directeur.  

## Expositions
Afin de souligner la présence des mathématiques et de l'informatique dans toutes les branches de la société, la MMI développe sur place des expositions  annuelles, toujours inédites, et invite depuis plusieurs années une ou un artiste travaillant sur la thématique art, mathématiques et informatique :
- en 2013-2014, Entropie / Néguentropie : l’artiste invitée était Sophie Pouille [5] ;
- en 2014-2015, Surfaces : l’artiste plasticien-mathématicien était Pierre Gallais [6] ;
- en 2015-2016, Musimatique : une exposition à la fois visuelle, sonore et interactive, consacrant les convergences entre musique, mathématiques et informatique ;
- en 2016-2017, Magimatique : une exposition-spectacle mixant magie et science et montrant des aspects de la magie reposant sur les mathématiques ou l’informatique ;
- en 2017-2018, Magimatique 2 : la suite de l'exposition mathématiques et magie.
- en 2018-2019, Le Hasard.
- en 2019-2020, Sciences et jeux vidéo.

## Actions de diffusion
La MMI a été amenée à présenter à l’extérieur, dans des mairies, des sites universitaires, des bibliothèques municipales certains pans de ses expositions ou des spectacles associés (le conte scientifique Lune par exemple, réalisé par Marie Lhuissier). 
La MMI reçoit des classes en semaine et le public (plus de 2 000 personnes en 2016-17) les mercredis et samedis après-midi et durant les vacances scolaires. 
Pour les scolaires, de la maternelle au lycée, c’est une vingtaine d’ateliers qui est proposée. Les axes privilégiés sont la démarche de recherche et l’approche par le jeu et la manipulation.
Parallèlement à ces actions la MMI propose, pour tout public, dans ses locaux, une ludothèque (animée par Plaisir Maths), des activités-club  sur des thèmes comme maths et magie, électronique, robotique, origamis mathématiques...    
Les Soirées mathématiques de Lyon (SML) : elles sont co-organisées par la MMI et les mathématiciens de l’École normale supérieure de Lyon (UMPA), de l'École centrale de Lyon, de l’INSA de Lyon, du lycée du Parc et de l’Université Claude Bernard Lyon 1 (ICJ). À chaque fois des mathématiciens prestigieux prononcent une conférence de vulgarisation (qui se déroule, à tour de rôle, dans chacun des établissements organisateurs) à destination d’un public d’étudiants en mathématiques.  
MathαLyon, Rencontre avec des chercheurs est une action initiée en 2008 par l’unité de Mathématiques Pures et Appliquées (le laboratoire de mathématiques de l'ENS de Lyon) et l’institut Camille Jordan à la suite de la présentation en 2006 de l’exposition de l’UNESCO Pourquoi les mathématiques ? au Muséum de Lyon. Soutenue par le département de mathématiques de l’université Claude Bernard Lyon1 et l'institut de recherche sur l'enseignement des mathématiques de Lyon  MathαLyon permet à près de 5 000 élèves chaque année (et pas seulement des classes scientifiques) de bénéficier de l'intervention dans leur établissement de quatre chercheurs et d'une vingtaine d’ateliers interactifs durant quelques jours. L'exposition visite dans la mesure du possible aussi bien des lycées ou des collèges de la région lyonnaise que des établissements situés dans des zones géographiquement défavorisées.  C’est depuis 2012 l’une des actions phares proposée par la MMI (mais le temps d’attente est, début 2018, de deux à trois ans).    
La MMI participe depuis le début aux grands événements comme la Fête de la science (en partenariat avec l'ICJ, l'UMPA et le LIP), les actions en direction « des filles et des maths », la semaine des mathématiques. Le Forum des mathématiques vivantes se déroule en plein cœur de la ville (avec un rallye mathématique pour petits et grands dans le Vieux-Lyon, des conférences, des ateliers interactifs à l’Académie des sciences, belles-lettres et arts de Lyon, des compétitions de mathématiques à l’ENS). Le succès remporté lors de la première édition (plus de 2 000 participants) a conduit à reconduire l’opération.  
Elle a piloté, en partenariat avec Animath, des écoles d’été pour les jeunes mathématiciens : International Summer School of Mathematics for Young Students (ISSMYS) du 20 au 30 août 2012 (110 participants) et Modern Mathematics International Summer School for Students (MoMISS) du 20 au 29 août 2014 (8 séries de conférences, 81 participants de 38 pays). En 2016, Mathinfoly a réuni 96 participants de 15 à 18 ans venus 13 pays  autour d'ateliers interdisciplinaires mathématiques/informatique.    
Les stages Hippocampe sur la robotique : des Lycées apprennent à construire de l’intelligence.  Il s’agit de séances d’initiation à la recherche (sur une durée allant de quelques jours à une semaine) pour comprendre ce qu’est un robot et le construire. C’est une initiation à la recherche en mathématiques sur un thème commun avec plusieurs pistes de réflexion pour résoudre un problème donné. Les lycéens travaillent en petits groupes, puis exposent à l’oral les résultats de leur recherche qu’ils auront formalisés sur un poster. Les thèmes de recherche sont proposés par les encadrants. 
Le séminaire de la détente mathématique : ce séminaire est organisé par des doctorants de l’ENS de Lyon et se déroulent à la Maison des mathématiques et de l’informatique. Chaque semaine, un nouvel exposé, un nouvel orateur, un nouveau thème et de nouvelles perspectives mathématiques. Les orateurs sont des étudiants, des doctorants et des chercheurs de l’un des laboratoires de mathématiques lyonnais (UMPA, ICJ).
La MMI soutient le Rallye mathématique de l’académie de Lyon lancé en 2005 (plus de 25 000 élèves ces dernières années), le café de la statistique (une initiative originale qui se déroule dans un grand café lyonnais une fois par mois), les étudiants qui organisent le PiDay à Lyon (un spectacle mathématique et musical qui, depuis 2017, se déroule  à Marseille, Lyon et Paris). La MMI accueille dans ses locaux les journées Filles et maths (150 participantes par an) et participe activement à la promotion de l’égalité entre les sexes en mathématique et en informatique. 
Depuis 2014 la MMI soutient, en partenariat avec l’IREM de Lyon, l’organisation tous les deux ans un congrès régional de MATh.en.JEANS qui regroupe, majoritairement, des équipes du quart sud-est de la France durant trois jours(700 participants en 2016 et 2018).   
La MMI soutient depuis sa création le Club de Mathématiques Discrètes,, de Lyon (animé par Bodo Lass). Cette activité de la MMI est également promue par Animath et l'IREM de Lyon.

## Implantation des locaux
La MMI est installée dans des locaux de l'ENS situés dans un quartier en pleine expansion, au cœur de l’un des pôles scientifiques lyonnais et proche du récent musée des Confluences. Ce local a une superficie de plus de 400 m2. Il dispose d'un hall d'exposition (d'environ 200 m2) auquel s'ajoute une salle de conférence de 40 places équipée en audiovisuel, un espace pour des ateliers, un espace administratif avec salle de réunion, des bureaux et un espace de stockage mis à la disposition de partenaires (comme l'IFE ),
ou des associations (comme Plaisir Maths, Maths à Modeler, MiXTeeN…) qui interviennent régulièrement.